# Cyril Richard
Pour les articles homonymes, voir Richard.
 (juin 2025).
Motif : Admissibilité non démontrée : où sont les sources secondaires indépendantes qui analysent le sujet et son intérêt encyclopédique sur la durée ?
- Archive Wikiwix
- Bing
- Cairn
- DuckDuckGo
- E. Universalis
- Gallica
- Google
- G. Books
- G. News
- G. Scholar
- Persée
- Qwant
- (zh) Baidu
- (ru) Yandex
- (wd) trouver des œuvres sur Wikidata

| 1. | Préciser le motif de la pose du bandeau. | Précisez le motif de la pose du bandeau en utilisant la syntaxe suivante : {{admissibilité à vérifier\|date=juillet 2025\|motif=remplacez ce texte par le motif}}                  |
| 2. | Informer les utilisateurs concernés.     | Pensez à avertir le créateur de l'article, par exemple, en insérant le code ci-dessous sur sa page de discussion : {{subst:avertissement admissibilité à vérifier\|Cyril Richard}} |

Cyril Richard, né le 16 avril 1982, est un ingénieur de recherche français au CNRS, spécialisé en spectroscopie moléculaire. Il travaille au Laboratoire Interdisciplinaire Carnot de Bourgogne de l'Université Bourgogne-Europe à Dijon.

## Biographie
Cyril Richard obtient sa licence de physique en 2005, puis son master de physique spécialisé en « Atomes et Molécules » en 2007, tous deux à l'Université Claude Bernard Lyon 1. Il soutient sa thèse de doctorat en 2010 au Laboratoire de Spectrométrie Ionique et Moléculaire (LASIM) sous la direction d'Amanda Ross et Stephen Ashworth, portant sur la « Spectroscopie électronique et effet Zeeman dans le radical NiH ».
Après deux post-doctorats, l'un au Harvard-Smithsonian Center for Astrophysics (2011) sous la supervision de Larry Rothman, et l'autre au Laboratoire de Physique des Lasers, Atomes et Molécules (PhLAM) de l'Université Lille 1 (2012), il occupe un poste d'ATER à l'Institut Lumière Matière de l'Université Claude Bernard Lyon 1 (2013-2014). Il rejoint ensuite le CNRS en décembre 2015 comme ingénieur de recherche.

## Travaux de recherche
Les recherches de Cyril Richard portent principalement sur la spectroscopie haute résolution de molécules d'intérêt astrophysique et atmosphérique,. Il a contribué au développement des bases de données spectroscopiques HITRAN et VAMDC, utilisées dans les domaines de l’astrophysique et de la physique atmosphérique. 
Il est co-auteur d’un article scientifique publié dans Journal of Quantitative Spectroscopy & Radiative Transfer présentant une nouvelle section de la base HITRAN dédiée à l’absorption induite par collision (en).
Par ailleurs, Cyril Richard est développeur du logiciel Siril, un programme open source de traitement d’images astronomiques largement utilisé par les communautés amateur et professionnelle d’astronomie,,,,.

## Prix et distinctions
- 2023 : Prix de l'académie des Sciences, Arts et Belles-Lettres de Dijon[12]

## Publications
- Vincent Boudon, Arnaud Cuisset, Cyril Richard et Maud Rotger, La lumière pour sonder le monde - La spectroscopie et ses applications, Ellipses, 2024 (ISBN 9782340087156)